# Scea circumscripta
Scea circumscripta (Hering, 1925) è un lepidottero appartenente alla famiglia Notodontidae, endemico della Colombia.